# Paraburdoo
Paraburdoo – miasto w Australii, w stanie Australia Zachodnia. Dużą część mieszkańców miasteczka stanowią pracownicy trzech okolicznych kopalń należących do przedsiębiorstwa Rio Tinto.